# 只要別西卜大小姐喜歡就好
《只要別西卜大小姐喜歡就好》，為漫畫家matoba所作的日本漫畫。於史克威爾艾尼克斯發行的雜誌《月刊少年GANGAN》2015年8月號（2015年7月10日發售）開始連載。2018年4月12日決定改編為電視動畫，6月12日確定於同年10月播出。

## 故事簡介
大惡魔別西卜是君臨魔界萬魔殿的存在。青年穆林一直夢想著能夠侍奉別西卜，但當他成為別西卜的近侍之後，卻發現別西卜實際是個軟綿綿並缺乏幹勁的女孩。

## 登場角色
別西卜（聲：大西沙織）
君臨萬魔殿頂點的美少女惡魔。平時散發著慵懶的態度，但工作時認真且有效率。
行為舉止看起來軟綿綿的，同時也喜歡任何軟綿綿的人事物。對穆林有好感。
因為是千金小姐出身，對於庶民生活的一切時常感到震驚不已。
穆林（聲：安田陸矢）
萬魔殿的新人職員，別西卜的近侍，憧憬著別西卜，與出身尊貴的別西卜不同，是出生在普通人家的小孩。
外在看似普通，但擁有很強的洞察力，工作能力也很不錯同時亦擅長照顧他人。
被別西卜評了47分
阿撒賽勒（聲：日野聰）
有著精悍外表的男性，實際上個性內向，喜歡可愛的東西並善於製作手工藝。受到穆林仰慕並被他稱為大哥。
平常很少開口說話，想說的話基本上都會寫在板子上表達出來，另外喜歡吃甜點並擅長做餅乾之類的點心。
貝爾芬格（聲：久野美咲）
別西卜的好友，個性容易緊張，當緊張時會產生尿意。對阿撒賽勒抱持好感，但本人並沒有發現。
亞斯塔洛特（聲：松岡禎丞、桑原由氣（少年））
萬魔殿的財務大臣，個性輕浮的男性惡魔，常會藉故拋下工作跑去找女生搭訕約會，因此常被莎爾葛塔納斯抓回去。因為有時實在太沒有節操，而讓穆林感到無言。
莎爾葛塔納斯（聲：加隈亞衣）
別西卜的好友， 亞斯塔洛特的近侍，經常教訓偷懶的亞斯塔洛特，雖然嘴上不說但其實對亞斯塔洛特有其好感。
因為亞斯塔洛特太過輕浮的關係，而成為外在堅毅的女強人，但私底下其實跟阿撒賽勒一樣很喜歡可愛的小東西。
歐莉諾姆（聲：赤崎千夏）
戴著眼鏡的女性惡魔，是喜歡美少年的正太控，常會在暗處偷窺和跟蹤但他林，很討厭跟在但他林身邊的摩洛，亦對穆林沒有好感。
但他林（聲：悠木碧）
萬魔殿圖書館的館長，外表是戴著兔耳的美少年，對任何事都不感興趣，實際年齡不詳，穆林曾推測其年齡可能有數倍之上。
摩洛（聲：興津和幸）
但他林的親友兼近侍，總是大聲說話且自由奔放，與個性淡然的但他林形成強烈對比，脫下衣服後和阿撒賽勒一樣是肌肉男這點曾讓穆林感到吃驚。
尼斯洛克（聲：松本忍）
別西卜的專用料理長，廚藝魔界第一，製作一套宴席只要三秒鐘，雖然速度很快，但因為動作太華麗，每次都會把衣服噴掉。
卡米歐（聲：堀內賢雄）
貝爾芬格的近侍，為貝爾芬格容易緊張這件事感到心憂，在貝爾芬格不知道如何接近阿薩賽勒的時候，幫忙提供建議。時常以鳥類的姿態登場，但偶爾會轉換成人型管家的姿態出現。

## 單行本
| 冊數 | 講談社         | 講談社                 | 東立出版社    | 東立出版社                      |
| 冊數 | 發售日期       | ISBN                   | 發售日期      | ISBN                            |
| ---- | -------------- | ---------------------- | ------------- | ------------------------------- |
| 1    | 2016年3月12日  | ISBN 978-4-7575-4902-9 | 2017年3月10日 | EAN 4710945551326（首刷附錄版） |
| 2    | 2016年8月22日  | ISBN 978-4-7575-5074-2 | 2017年5月8日  | ISBN 978-986-482-761-9          |
| 3    | 2016年11月22日 | ISBN 978-4-7575-5151-0 | 2017年8月11日 | ISBN 978-986-482-762-6          |
| 4    | 2017年3月22日  | ISBN 978-4-7575-5272-2 | 2018年4月16日 | ISBN 978-986-486-006-7          |
| 5    | 2017年8月22日  | ISBN 978-4-7575-5437-5 | 2018年6月29日 | ISBN 978-986-486-708-0          |
| 6    | 2017年12月22日 | ISBN 978-4-7575-5550-1 | 2018年7月20日 | ISBN 978-957-260-475-5          |
| 7    | 2018年4月21日  | ISBN 978-4-7575-5691-1 | 2018年9月25日 | ISBN 978-957-261-157-9          |
| 8    | 2018年9月21日  | ISBN 978-4-7575-5844-1 |               |                                 |
| 9    | 2018年12月22日 | ISBN 978-4-7575-5930-1 |               |                                 |
| 10   | 2019年5月11日  | ISBN 978-4-7575-6114-4 |               |                                 |
| 11   | 2019年11月12日 | ISBN 978-4-7575-6338-4 |               |                                 |
| 12   | 2020年7月10日  | ISBN 978-4-7575-6740-5 |               |                                 |

## 電視動畫
於2018年10月10日播出。

### 製作人員
- 原作：matoba（日语：matoba）[4]
- 監督：和ト湊
- 系列構成、劇本：富田賴子[4]
- 角色設計：住本悅子[4]
- 總作畫監督：住本悅子、伊藤大翼、依田正彥
- 道具設計：住本悅子、依田正彥
- 美術監督：本田光平
- 美術設定：綱頭瑛子
- 色彩設計：木村聡子
- 攝影監督：小畑芳樹
- 剪輯：長谷川舞
- 音響監督：本山哲
- 音樂：分島花音、千葉"naotyu-"直樹[4]
- 音樂製作：Aniplex
- 動畫製作：LIDENFILMS[4]

### 主題曲
片頭曲
作詞：分島花音，作曲：，編曲：堀江晶太，主唱：三月的Phantasia
片尾曲
作詞、作曲：分島花音，編曲：千葉"naotyu-"直樹，主唱：別西卜（大西沙織）、貝爾芬格（久野美咲）、莎爾葛塔納斯（加隈亞衣）

### 各話列表
| 話數   | 标题                               | 分鏡        | 演出            | 作畫監督                                                                |
| ------ | ---------------------------------- | ----------- | --------------- | ----------------------------------------------------------------------- |
| 第1話  | 當男孩遇上軟萌Girl。               | 和ト湊      | 有富興二        | 住本悅子 和田佳純 山本晃宏                                              |
| 第1話  | 閣下不知近侍之心。                 | 和ト湊      | 有富興二        | 住本悅子 和田佳純 山本晃宏                                              |
| 第2話  | 大哥是童話的味道。                 | 和ト湊      | 牧野友映        | 阿部達也 山村俊了                                                       |
| 第2話  | 登場、抖動女孩。                   | 和ト湊      | 牧野友映        | 阿部達也 山村俊了                                                       |
| 第3話  | 長著雙翼的原天使。                 | 井出安軌    | 大藪恭平        | 出口花穗 關口雅浩 岩田芳美                                              |
| 第3話  | 那位近侍、抖S是也。                | 井出安軌    | 大藪恭平        | 出口花穗 關口雅浩 岩田芳美                                              |
| 第4話  | 振翅翱翔！想像之翼。               | 川畑 和ト湊 | 川久保圭史      | 小澤圓 白川茉莉 古谷梨繪 山田麻彌 櫻井拓郎 阿部達也                     |
| 第4話  | 閣下，第一次的探望。               | 川畑 和ト湊 | 川久保圭史      | 小澤圓 白川茉莉 古谷梨繪 山田麻彌 櫻井拓郎 阿部達也                     |
| 第5話  | 稍帶苦澀、藏書癖。                 | 有富興二    | 有富興二        | 和田佳純 前原薰 志賀道憲 岡田雅人 清原寮                                |
| 第5話  | 前進吧、與布朗尼一起。             | 有富興二    | 有富興二        | 和田佳純 前原薰 志賀道憲 岡田雅人 清原寮                                |
| 第6話  | 9厘米份的高度。                    | 高本宣弘    | 神原敏昭 和ト湊 | 住本悅子 佐川遙 齋藤和也 三橋櫻子                                       |
| 第6話  | 閣下的秘密。                       | 高本宣弘    | 神原敏昭 和ト湊 | 住本悅子 佐川遙 齋藤和也 三橋櫻子                                       |
| 第7話  | 請務必來體驗一下萬魔殿溫泉的美妙。 | 井出安軌    | 宮澤良太 和ト湊 | 阿部達也 川口弘明 山本晃宏 古谷梨繪 井上貴騎 藤澤俊幸                   |
| 第7話  | 明明"想知道更多"…。                | 井出安軌    | 宮澤良太 和ト湊 | 阿部達也 川口弘明 山本晃宏 古谷梨繪 井上貴騎 藤澤俊幸                   |
| 第8話  | 好想說可愛。                       | 牧野友映    | 牧野友映        | 畠山佳苗 沼田廣 重松晉一 西村元秀 清水博幸 阿部達也                     |
| 第8話  | 去海邊吧。                         | 牧野友映    | 牧野友映        | 畠山佳苗 沼田廣 重松晉一 西村元秀 清水博幸 阿部達也                     |
| 第9話  | 兩個人，偶爾會出現分歧。           | 西森章      | ZEAL VISION     | 中島忠二 吉田肇 羽野廣範 Big Owl Revival                                |
| 第9話  | 因為看到了夢境。                   | 西森章      | ZEAL VISION     | 中島忠二 吉田肇 羽野廣範 Big Owl Revival                                |
| 第10話 | 一罐咖啡的距離。                   | 高本宣弘    | 池田有希        | 生田目康裕 小澤圓 白川茉莉 古谷梨繪 清水博幸 井上貴騎                   |
| 第10話 | 寒日裡，你的香氣。                 | 高本宣弘    | 池田有希        | 生田目康裕 小澤圓 白川茉莉 古谷梨繪 清水博幸 井上貴騎                   |
| 第11話 | 小格·IN·MARYLAND                   | 有富興二    | 有富興二        | 和田佳純 前原薰 佐川遙 芳我惠理子                                       |
| 第12話 | 閣下之心，近侍不知。               | 井出安軌    | 牧野友映        | 畠山佳苗 藤澤俊幸 杉本晃宏 井上貴騎 古谷梨繪 阿部達也 清水博幸 和田佳純 |
| 第12話 | 這份心情的名字是。                 | 井出安軌    | 牧野友映        | 畠山佳苗 藤澤俊幸 杉本晃宏 井上貴騎 古谷梨繪 阿部達也 清水博幸 和田佳純 |

### 播放電視台
日本地區於2018年10月10日至12月26日26時50分（UTC+9）於ABC電視台首播，之後亦在TOKYO MX、AT-X等電視台播出。bilibili與愛奇藝於當日凌晨2時50分（UTC+8）更新一集。

### BD／DVD
| 卷數 | 發售日期       | 收錄話數       | 規格編號      | 規格編號      |
| 卷數 | 發售日期       | 收錄話數       | BD            | DVD           |
| ---- | -------------- | -------------- | ------------- | ------------- |
| 1    | 2018年12月26日 | 第1話、第2話   | ANZX-13021/2  | ANZB-13021/2  |
| 2    | 2019年1月30日  | 第3話、第4話   | ANZX-13023/4  | ANZB-13023/4  |
| 3    | 2019年2月27日  | 第5話、第6話   | ANZX-13025/6  | ANZB-13025/6  |
| 4    | 2019年3月27日  | 第7話、第8話   | ANZX-13027/8  | ANZB-13027/8  |
| 5    | 2019年4月24日  | 第9話、第10話  | ANZX-13029/30 | ANZB-13029/30 |
| 6    | 2019年5月29日  | 第11話、第12話 | ANZX-13031/2  | ANZB-13031/2  |

## 外部連結
- 只要別西卜大小姐喜歡就好（GANGAN Net） （页面存档备份，存于）（日語）
- 電視動畫「只要別西卜大小姐喜歡就好」官方網站 （页面存档备份，存于）（日語）
- 電視動畫「只要別西卜大小姐喜歡就好」官方的X（前Twitter）（日語）